# Oude watertoren (Vlaardingen, 1895)
In 1895 werd in de Nederlandse stad Vlaardingen een watertoren gebouwd met een hoogte van 24,10 meter. Deze watertoren, die tussen de Emmastraat en de Schiedamseweg stond, bestaat niet meer. Sinds 1955 staat in Vlaardingen een andere watertoren. Toen die in gebruik werd genomen werd de oude watertoren gesloopt.